# Echium wildpretii
Синяк Вільдпрета (Echium wildpretii) — вид рослин родини шорстколисті.

## Назва
Рослина названа yf честь швейцарського ботаніка Германа Вільдпрета (нім. Hermann Wildpret). В англійській мові називають «баштою коштовностей» (англ. tower of jewels).

## Будова
Трав'яниста дворічна рослина висотою до 3 м. Формує у перший рік розетку з листя сріблястого кольору довжиною 20 см, на другий цвіте високим суцвіттям на задерев'янілому стеблі і відмирає.

## Поширення та середовище існування
Ендемік островів Тенерифе. Зростає на схилах вулкану Тейде. Витримує температуру до −5 °C.

## Практичне використання
Вирощують як декоративну рослину.

## Галерея

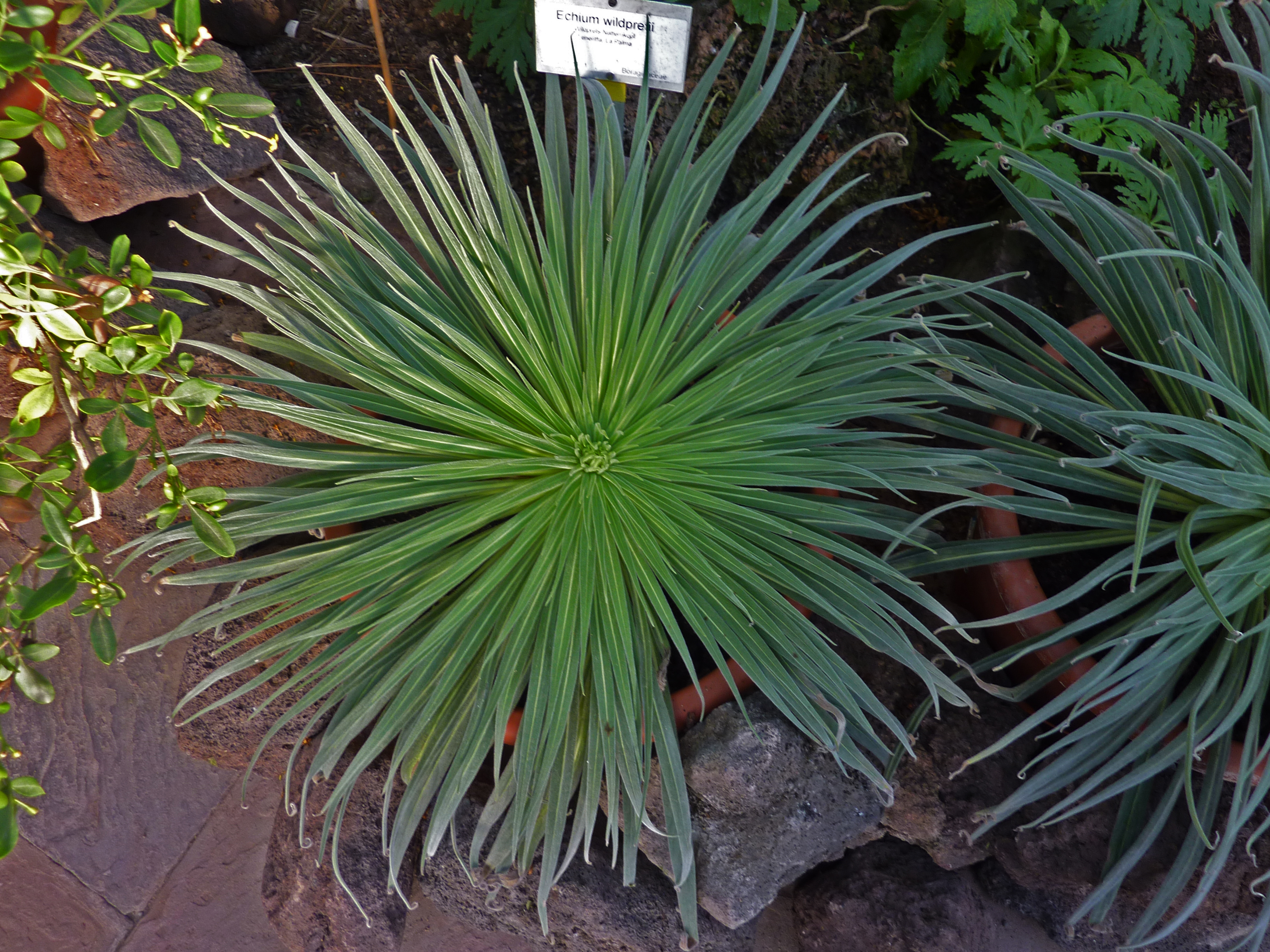
Розетка
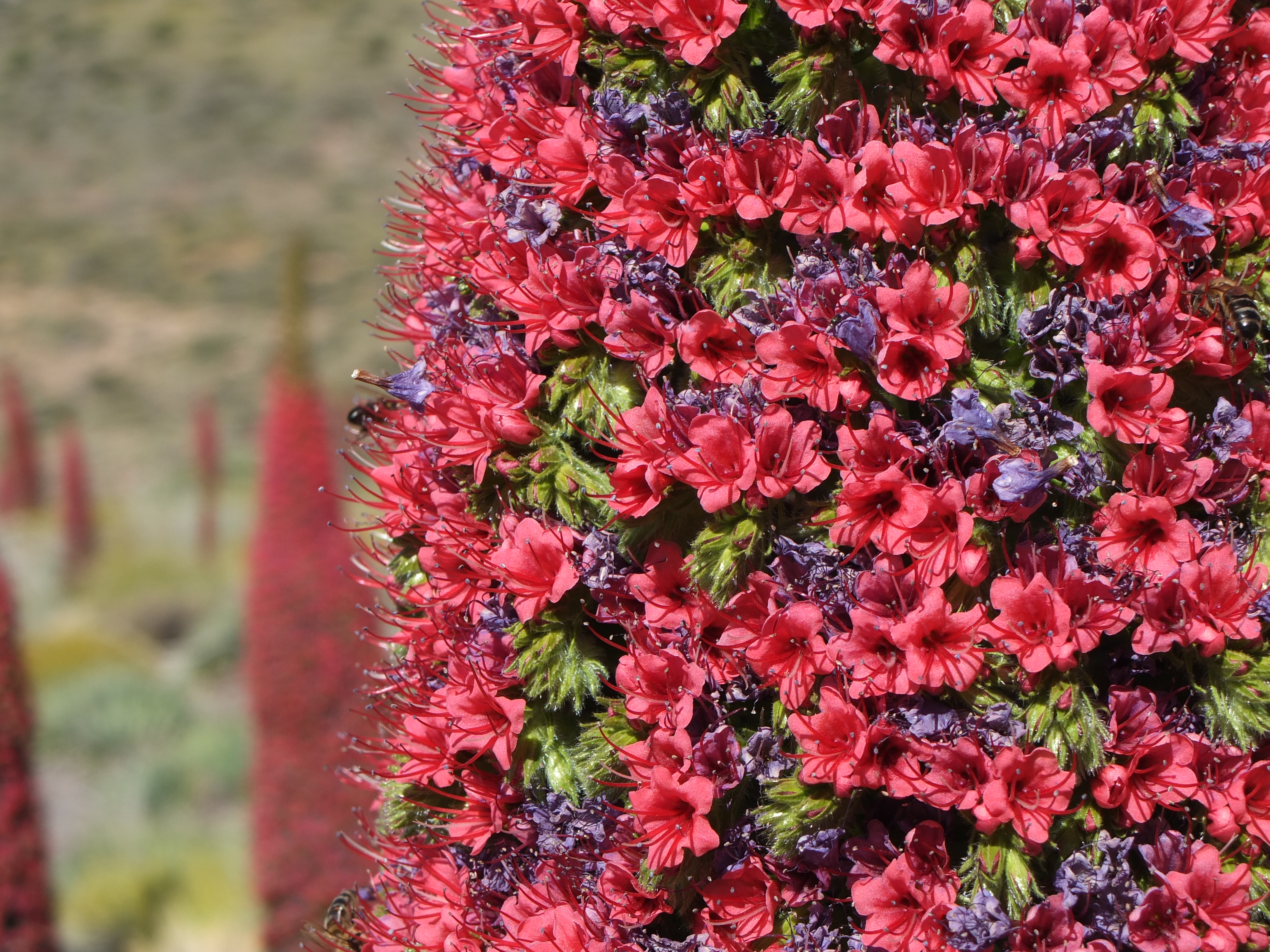
Квіти
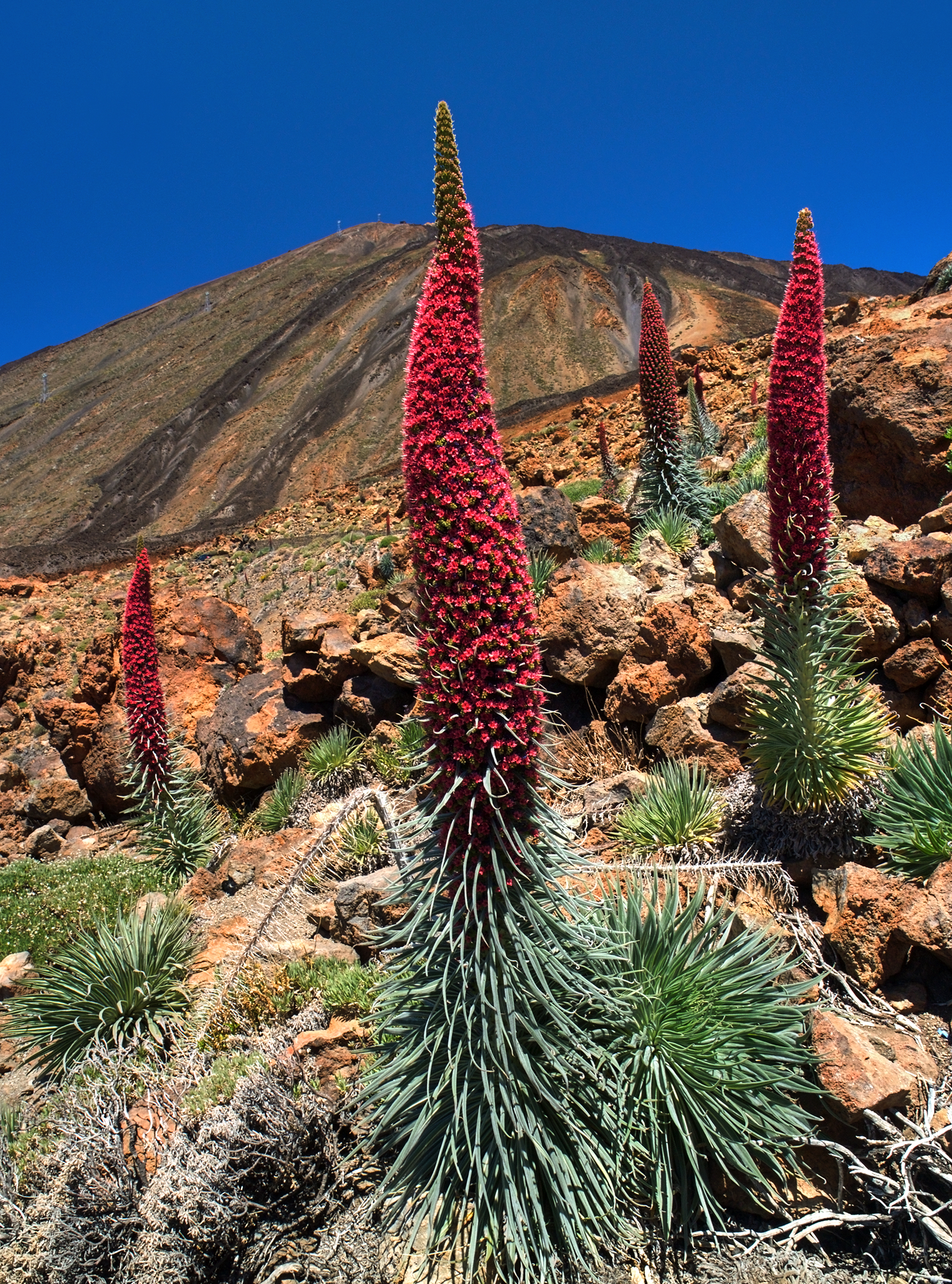
Загальний вигляд рослини
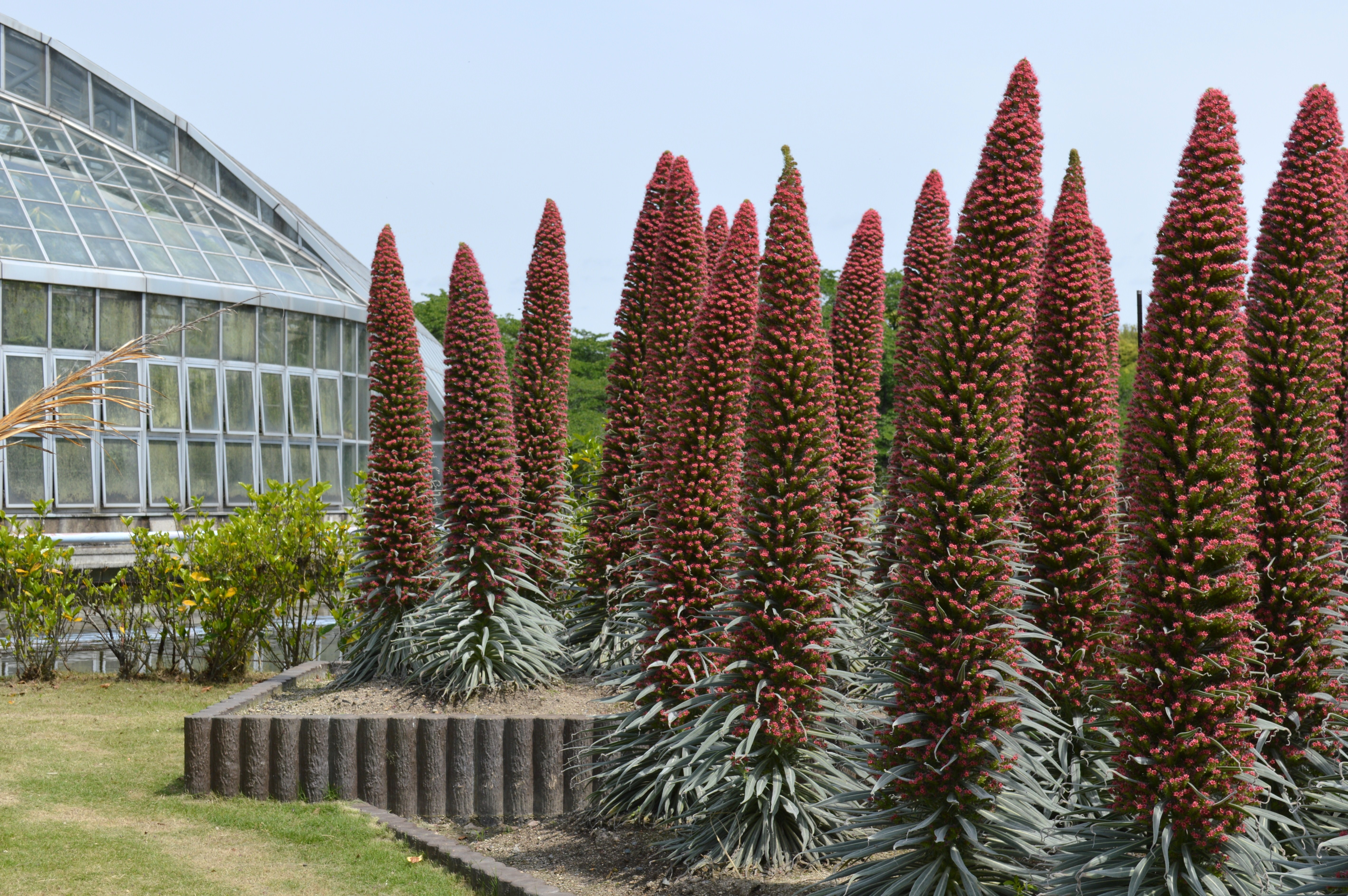
Рослина в ландшафтному дизайні